# Tuchomyšl
Tuchomyšl (německy Schönfeld) je zaniklá vesnice, která se nacházela zhruba kilometr západně od Trmic v okrese Ústí nad Labem na severu Čech. V polovině sedmdesátých let 20. století postupně zcela zanikla z důvodu rozšiřování povrchové těžby hnědého uhlí. Tuchomyšl ležela v katastrálním území Tuchomyšl o výměře 576,05 hektarů.

## Historie

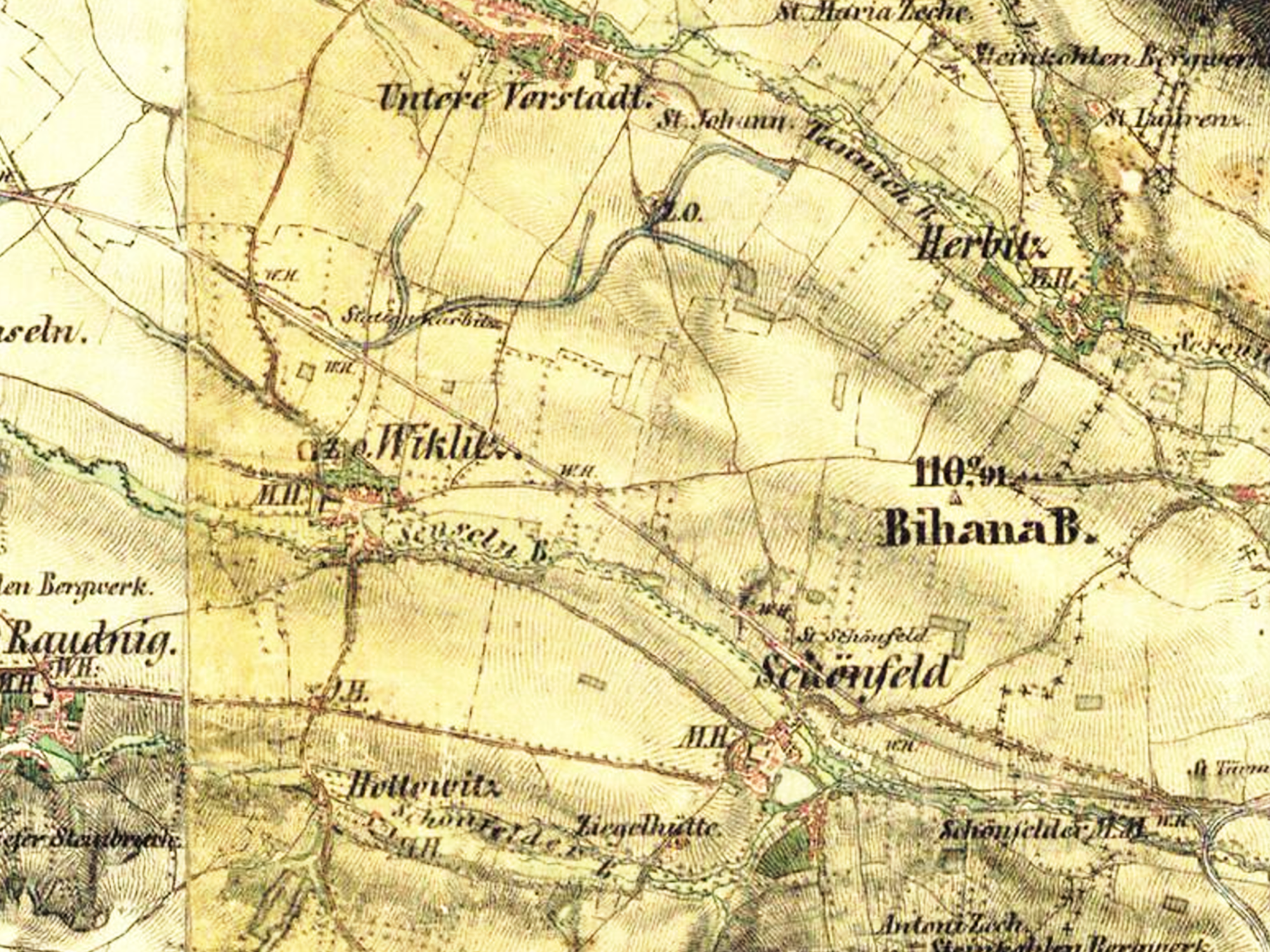
Tuchomyšl (Schönfeld) na mapě z 19. století, zobrazující prostor, kde vznikl lom Chabařovice a poté jezero Milada

V roce 1868 zde byl založen důl Albert, pozdější Prokop Holý a roku 1872 Otto-Ernestova šachta. Po otevření dolu Barbora III. se vše podřídilo těžbě uhlí. 
Roku 1966 bylo z katastru obce vyčleněno 76,77 ha pozemků pro těžbu. V roce 1972 byla vyhlášena stavební uzávěra pro obce Tuchomyšl, Vyklice a Lochočice. Roku 1974 byl otevřen velkolom Chabařovice, a tím začal zánik těchto obcí. Byly likvidovány během let 1974 až 1977. Tuchomyšl byla rozlohou největší obec. Rozkládala se na ploše 496 hektarů. V době bourání měla 184 domů a 900 obyvatel, občanskou vybavenost jako nádraží, poštu, školy, kina, sportovní kluby a další.
Roku 1902 v katastrálním území vesnice fungovaly důl Adolf Arnošt Chabařovického uhelného těžařstva Saxonia a důl Albert hraběnky Marie Antonie Silva-Tarouca. O pět let později důl Adolf Arnošt zaměstnával 329 pracovníků a vyprodukoval asi 185 tisíc tun uhlí.
Na místě zaniklé obce byla 15. června 2001 zahájena rekultivace mokrou cestou (zatápěním), díky které vzniklo jezero Milada.

## Obyvatelstvo

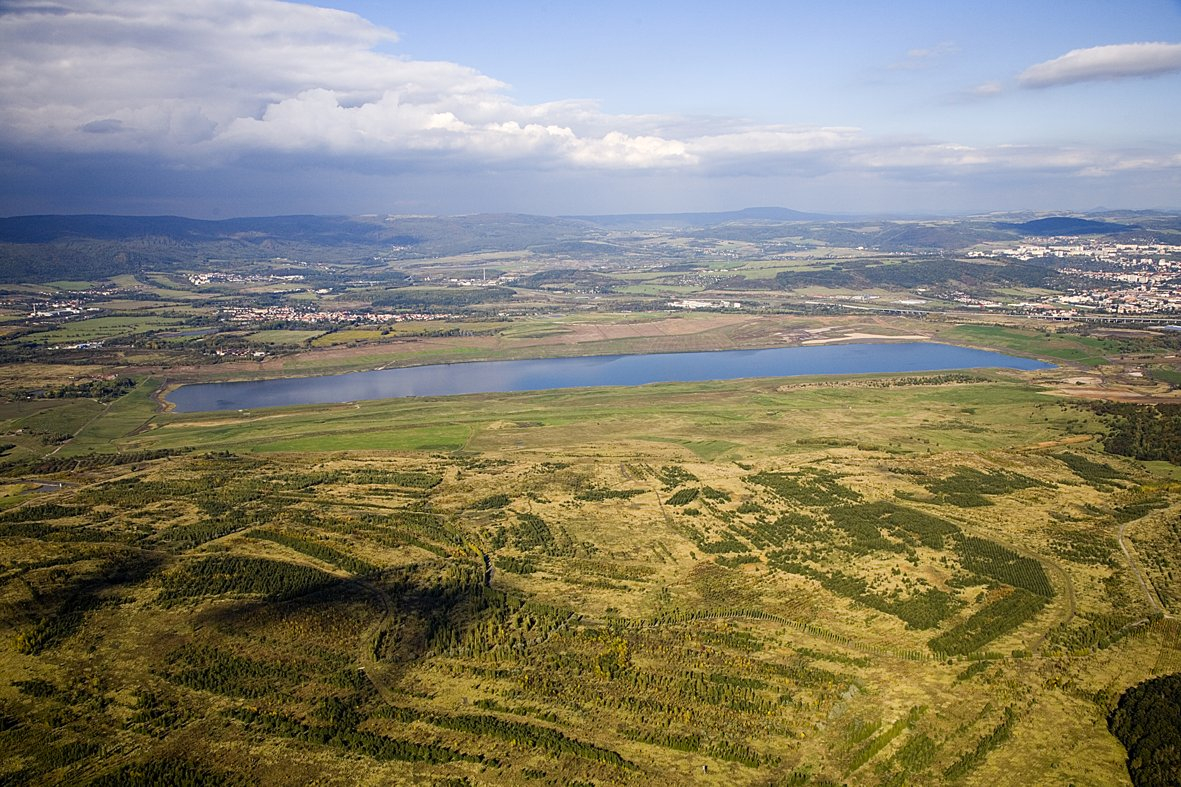
Jezero Milada, v popředí vpravo prostor, kde stávala obec Tuchomyšl

Při sčítání lidu v roce 1921 ve vsi žilo 1 299 obyvatel (z toho 618 mužů), z nichž bylo pět set Čechoslováků, 791 Němců a osm cizinců. Většina (921 osob) se hlásila k římskokatolické církvi a 340 lidí bylo bez vyznání. Kromě nich ve vsi žilo 27 evangelíků, sedm členů církve československé a čtyři příslušníci nezjišťovaných církví. Podle sčítání lidu z roku 1930 měla vesnice 1 510 obyvatel: 620 Čechoslováků, 873 Němců a sedmnáct cizinců. Počet katolíků vzrostl na 1 005 a lidí bez vyznání na 434. Dále v Tuchomyšli žilo 43 evangelíků, dvacet členů církve československé, pět židů a tři členové nezjišťovaných církví.
|           | 1869 | 1880 | 1890 | 1900  | 1910  | 1921  | 1930  | 1950  | 1961  | 1970 |
| --------- | ---- | ---- | ---- | ----- | ----- | ----- | ----- | ----- | ----- | ---- |
| Obyvatelé | 542  | 710  | 817  | 1 084 | 1 301 | 1 299 | 1 510 | 1 126 | 1 141 | 900  |
| Domy      | 71   | 82   | 87   | 93    | 115   | 124   | 162   | 224   | 202   | 184  |

## Pamětihodnosti
Kostel sv. Martina, poprvé doložený k roku 1352, byl zbořen spolu s vesnicí v sedmdesátých letech 20. století. V kostele se nacházel zvon o průměru 40 cm, o němž není známo nic dalšího, a dále zvon s českým nápisem a reliéfy svatého Václava, svatého Ivana a svaté Ludmily. V kostele se nacházely varhany od varhanáře Karla Eisenhuta z roku 1882, které byly přemístěny v sedmdesátých letech 20. století do kostela svatého Václava v Roudníkách.